# Турбонасосний агрегат
Турбонасосний агрегат — агрегат системи подачі рідких компонентів ракетного палива або робочого тіла в рідинному ракетному двигуні або рідкого пального в деяких авіаційних двигунах (наприклад, в прямоточному повітряно-реактивному двигуні).
Турбонасосний агрегат складається з одного або декількох насосів і приводить їх до авіаційної газової турбіни. Робоче тіло турбіни зазвичай утворюється в газогенераторах або парогазогенераторах. Рідинні ракетні двигуни з турбонасосним агрегатом застосовуються в ракетах-носіях космічних апаратів і міжконтинентальних балістичних ракетах.
Турбонасосний агрегат двигуна (ТНА) використовується для подачі компонентів палива з баків у камеру згоряння. У сучасних рухових установках основним джерелом потужності для приводу ТНА є газова турбіна (ГТ) часто дуже великої потужності, з високими параметрами робочого тіла.

## Конструкція
Турбонасосний агрегат включає в себе лопаткову турбіну, вал якої з'єднаний з валом відцентрового насоса. Турбіна приводиться в дію при закачуванні в неї робочої рідини. Робоча рідина, яка відпрацювала в турбіні, виходить у той же канал, що і рідина, і в суміші з нею видаляється через сопло.

------------------------------------- Турбонасосний агрегат двигуна РД-253--------------------------

## Інші сфери застосування
ТНА застосовуються також в сферах не пов'язаних з аерокосмічною. Вона застосовується в енергетиці, а також у видобувній промисловостях.